# 王文权
王文权（1956年—），吉林梨树人，汉族，中华人民共和国政治人物、第十一届全国人民代表大会辽宁地区代表。
毕业于中国社会科学院研究生院法学系经济法专业，是中共党员。担任中共锦州市委书记。2008年起担任全国人大代表。